# Museu d'Art Modern de Bakú
El Museu d'Art Modern de Bakú (àzeri: Bakı Müasir İncəsənət Muzeyi) és un museu, que està situada a la capital de l'Azerbaidjan, Bakú. L'edifici va ser dissenyat per l'arquitecte francès Jean Nouvel.
El museu va ser obert el 20 de març de 2009 amb la participació del president de l'Azerbaidjan Ilham Alíev, primera dama d'Azerbaidjan Mehriban Alieva i director general d'UNESCO Koichirō Matsuura. L'autor del disseny del museu és pintor famós Altay Sadikhzadeh.
L'objectiu fonamental del museu és desenvolupament de l'escola azerbaidjanesa d'art, incloent-hi el programa del suport als joves i pintors, les obres dels que s'exhibeixen al museu.

## Exposició

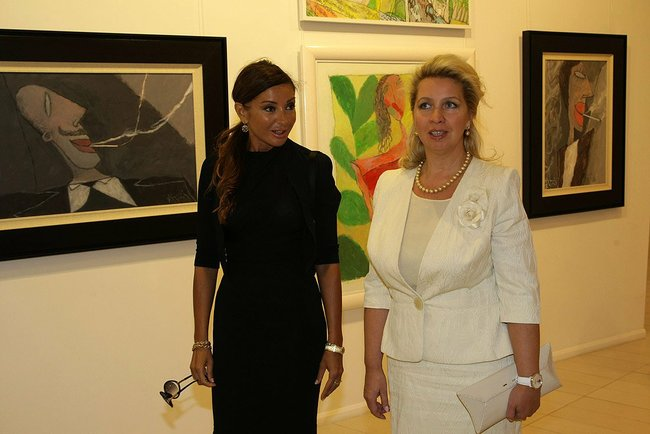
Les primeres dames de Rússia i Azerbaidjan, Svetlana Medvedeva (dreta) i Mehriban Alieva (esquerra) al Museu de l'Art Modern de Bakú

Aquí s'hi exhibeixen les obres, creades des de la segona meitat del segle xx, particularment dels pintors i escultors azerbaidjanesos. Al museu s'exhibeix més de 800 obres en estil d'avantguardisme dels pintors i escultors azerbaidjanesos, com Sattar Bakhlulzadeh, Boyukagha Mirzazadeh, Elmira Shakhtakhtinskaya, Tahir Salahov, Omar Eldarov, Nadir Abdurrakhmanov, Genadi Brijat, Mamed Mustafaev, Agha Husseinov, Mir-Nadir Zeinalov, Fuad Salaev, Farhad Khalilov, Darvin Velibekov, Eldar Mamedov, Mikhail Aburrakhmanov, Museib Amirov, Makhmud Rustamov, Hussein Haqverdi, Eliyar Alimirzaev, Rashad Babaev, etc.
Al museu també hi ha sala de l'art infantil, biblioteca, sala de vídeos, restaurant i cafè d'art.
Entre les exposicions del museu també hi ha les obres dels pintors europeus – fundadors de l'estil avantguardisme – Salvador Dalí, Pablo Picasso, Marc Chagall.

## Sales

### Galeria de metròpolis
Galeria de metròpolis és un comunicat de museu, que realitza la venda de les obres de l'art modern dels pintors i escultors. Galeria consta de dues sales.